# سلامت الکترونیک
الکتروسلامت (به انگلیسی: eHealth) یک عمل بهداشتی نسبتاً جدید است که توسط پروسه‌های الکترونیکی و ارتباطات پشتیبانی می‌شود که حداقل به سال ۱۹۹۹ برمی‌گردد. استفاده از این واژه متفاوت است. در یک مطالعه در سال ۲۰۰۵، ۵۱ تعریف منحصربه‌فرد از این عنوان بدست آورد. بعضی از پژوهشگران معتقدند که با فناوری اطلاعات سلامت که تعریف گسترده‌ای از فرایندهای الکترونیکی / دیجیتال در سلامت است قابل تعویض است. در حالی که برخی معتقدند معنای دقیقتری از عمل مراقبت‌های بهداشتی با استفاده از اینترنت دارد. همچنین این موضوع می‌تواند شامل برنامه‌های بهداشتی و لینک‌های مربوط به mHealth باشد که به عنوان بهداشت و سلامت شناخته شده‌اند. از سال ۲۰۱۱، شناخت روزافزون نیاز به امنیت بهتر و مقررات سایبری نیاز به این منابع تخصصی برای ایجاد راهکارهای ایمن سلامت الکترونیکی را پررنگ‌تر کرده‌است تا اینکه که بتواند به این تهدیدات رو به رشد برسد.

## انواع
این اصطلاح می‌تواند شامل طیف وسیعی از خدمات یا سیستم‌هایی باشد که در حیطه پزشکی / بهداشت و درمان و فناوری اطلاعات قرار دارند، از جمله:
- پرونده الکترونیک سلامت: امکان برقراری ارتباط اطلاعات بیمار بین متخصصان مراقبت‌های بهداشتی مختلف (پزشکان عمومی، متخصصان و غیره)؛
- پزشک رایانه ای[پیوند مرده]: وسیله‌ای برای درخواست آزمایش‌های تشخیصی و درمان الکترونیکی و دریافت نتایج
- نسخه الکترونیک: دسترسی به گزینه‌های تجویز، چاپ نسخه برای بیماران و گاهی اوقات انتقال الکترونیکی نسخه از پزشکان به داروسازان
- سیستم پشتیبانی تصمیم‌گیری بالینی: ارائه اطلاعات الکترونیکی در مورد پروتکل‌ها و استانداردها برای متخصصین بهداشت و درمان برای تشخیص و درمان بیماران[۸]
- سیستم تله مدیسین یا داروی تلفنی: تشخیص جسمی و روحی و درمان از فاصله دور، از جمله مانیتورینگ عملکرد بیماران؛
- استفائه کنندگان ازانفرماتیک سلامت: استفاده از منابع الکترونیکی در موضوعات پزشکی توسط افراد سالم یا بیماران؛
- مدیریت دانش بهداشتی: به عنوان مثال در یک مرور کلی از آخرین نشریات پزشکی، بهترین دستورالعمل‌های عملی یا ردیابی اپیدمیولوژیک (نمونه‌هایی از جمله منابع پزشک مانند Medscape و MDLinx)؛
- تیم‌های مراقبت بهداشتی مجازی: متشکل از متخصصان مراقبت‌های بهداشتی هستند که از طریق تجهیزات دیجیتال (برای مراقبت ترانس مورال) همکاری می‌کنند و اطلاعات را در مورد بیماران به اشتراک می‌گذارند.
- mHealth یا m-Health: شامل استفاده از دستگاه‌های تلفن همراه در جمع‌آوری داده‌های بهداشتی در سطح کلان و بیمار می‌باشد، ارائه اطلاعات بهداشتی به متخصصان، محققین و بیماران، نظارت بر زمان واقعی حیاتی بیماران و ارائه مراقبت مستقیم (از طریق تلفن همراه و سیستم تله مدیسین).
- تحقیقات پزشکی با استفاده از شبکه: توانایی محاسبات قدرتمند و قابلیت مدیریت داده برای رسیدگی به مقادیر زیاد داده‌های ناهمگن.[۹]
- سیستم‌های اطلاعاتی پزشکی / سیستم‌های اطلاعات سلامت: اغلب به راه حل‌های نرم‌افزاری برای برنامه‌ریزی ویزیت‌ها، مدیریت داده‌های بیمار، مدیریت زمان کار و سایر وظایف اداری در اطراف بهداشت اشاره می‌شود

## سوادالکتروسلامت
سواد الکتروسلامت به عنوان "توانایی جستجو، یافتن، درک و ارزیابی اطلاعات بهداشتی از منابع الکترونیکی تعریف می‌شود و دانش مورد استفاده برای رسیدگی یا حل یک مشکل بهداشتی را اعمال می‌کند. با توجه به این تعریف، سواد الکتروسواد شامل شش نوع سواد می‌شود: سنتی، اطلاعات، رسانه‌ها، سلامت، کامپیوتر و علمی. از میان اینها، ادبیات رسانه‌ای و کامپیوتر به موضوع اینترنت مرتبط است، زیرا سواد رسانه‌های سلامت از طریق آگاهی از بی‌توجهی یا دیدگاه رسانه‌ها، توانایی درک معنای صریح و ضمنی از پیام‌های رسانه ای و معناداری از پیام‌های رسانه‌ای است. در ادبیات تعاریف دیگری از توانایی و اثربخشی رسانه قابل درک است، اما صرفاً به اطلاعات مربوط به سلامت در اینترنت اختصاص ندارد. داشتن مهارت‌های کامپوتری از سواد الکتروسلامت به مصرف‌کنندگان بهداشت کمک می‌کند تا نتایج مثبتی از استفاده از اینترنت برای اهداف بهداشتی به دست آورند. سوادآموزی الکترونیک هم مصرف‌کنندگان رااز آسیب محافظت می‌کند هم آنان را برای مشارکت کامل در تصمیم‌گیری مربوط به سلامت توانمند می‌سازد
افرادی با سطوح سواد سلامت بالا بیشتر از خطرات ناشی از عدم اطمینان در اینترنت آگاهی دارند
از سوی دیگر، گسترش منابع دیجیتال به حوزه بهداشت در قالب سواد الکترونیک می‌تواند شکاف‌های جدیدی را بین مصرف‌کنندگان بهداشت ایجاد کند.
سواد سلامت الکترونیک نه تنها مستلزم دردسترسی صرف به تکنولوژی نیست، بلکه مهارت دانش قابل دسترسی نیز نیازمند است.